# Tournefortia montana
Tournefortia montana är en strävbladig växtart som beskrevs av Loureiro. Tournefortia montana ingår i släktet Tournefortia och familjen strävbladiga växter. Inga underarter finns listade i Catalogue of Life.